# Johannes Starcke
Johannes Starcke, auch Johann Starccius oder Johannes Starckius (* um 1542 in Schwerte; † nach 1599) war ein deutscher evangelischer Theologe und Schriftsteller.

## Leben

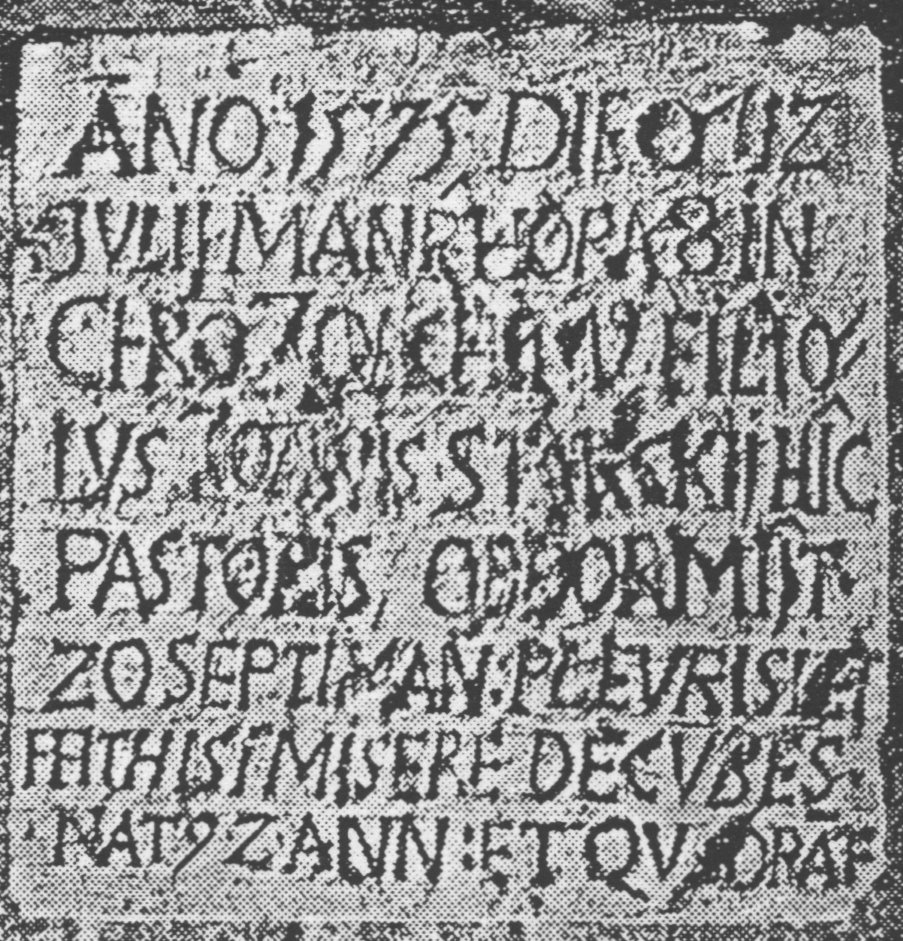
Ziegeltongrabstein für seinen Sohn Joachim

Starcke wurde 1570 im Magdeburger Dom ordiniert und etwa 1572 Pfarrer an der Sankt-Stephanus-Kirche im Dorf Westerhüsen bei Magdeburg. Sein Großvater war Richter in Bochum, sein Bruder war Pfarrer in Welsleben. Am 12. Juli 1575 verstarb in Westerhüsen im Alter von zwei und einem Viertel Jahr sein Sohn Joachim an Brustfellentzündung und Schwindsucht. Ein Ziegeltongrabstein erinnerte bis zur Zerstörung des Kirchenschiffs im Jahr 1945 hieran. Im Jahr 1578 unterzeichnete er mit der gesamten Geistlichkeit des Erzstiftes Magdeburg in Wolmirstedt das 1577 im Kloster Berge erarbeitete Konkordienbuch, mit welchem Lehrstreitigkeiten beigelegt wurden.
1584 verfasste er auf Latein den Text Doxolegia Metrica, der als Lobgesang auf seine Heimatstadt Schwerte gilt.
Am 18. Oktober 1587 wurden ihm als Filialkirchen auch die Sankt-Gertrauden-Kirche in Buckau und die Dorfkirche in Fermersleben auf Lebenszeit zugeordnet, wobei die Unterstellungen bereits 1592 wieder endeten. Aus den Jahren 1598 und 1599 ist bekannt, dass er zwei gedruckte lateinische Hochzeitsgesänge verfasste. Da er sich im letzteren Werk als „Senior“ bezeichnete, wird davon ausgegangen, dass er zu diesem Zeitpunkt Vater zumindest eines weiteren Sohnes war. In den letzten Jahren seiner Tätigkeit hatte er einen Hilfsprediger zur Verfügung und erhielt vom Domkapitel hierfür eine Zulage von 50 Talern.
Über seinen weiteren Lebensweg und seinen Tod ist nichts bekannt. Insbesondere ist auch nicht klar, wer wann seine Pfarrstelle übernahm. Als nächster überlieferter Pfarrer in Westerhüsen ist Johannes Reumann bekannt, der 1622 im Amt verstarb.
Sein Wahlspruch lautete Fortitudo Dei (deutsch: Tapferkeit im Blick auf Gott). Darüber hinaus führte er ein Wappen. Es verfügt über ein blau und rot geteiltes Schild. Auf einem darin befindlichen silbernen Viereck ruht eine silberne Säule samt goldener Krone, die beide Felder berührt. Im oberen blauen Feld befinden sich zwei goldene Sterne.
Ihm wird eine „gründliche(r) Gelehrtheit“ und „grosse Fertigkeit“ in der Erstellung „lateinischer Verse“ attestiert. Eine Visitation der Jahre 1583/84 kam zum Ergebnis, dass er „wohl studiert“ sei und „seine Zuhörer auch im Katechismus treulich unterrichtet.“

## Werke
- Doxolegia Metrica 1584, veröffentlicht in: Johann Diederich von Steinen, Westphälische Geschichte, Band 1, im Verlage Joh. Heinrich Meyers sel. Witwe Lemgo 1755, Seite 1523 ff.